# 모하메드 알하마드 스타디움
모하메드 알하마드 스타디움(아랍어: ملعب محمد الحمد, 영어: Mohammed Al-Hamad Stadium)은 쿠웨이트 쿠웨이트시티에 있는 다목적 경기장이다. 현재는 주로 카디시야 SC 축구 경기에 사용된다. 경기장에는 26,000명을 수용할 수 있다.